# Làng Vạc
Làng Vạc là di chỉ khảo cổ gồm một số quan tài chứa di vật của nền văn hóa Đông Sơn thời đại đồ đồng nằm ở phường Long Sơn, thị xã Thái Hòa, tỉnh Nghệ An, Việt Nam.
Giới khảo cổ đã tìm thấy được gần năm mươi mẫu dao găm, và nhiều mẫu trong số này có chuôi với hình người được gắn trên đầu vỏ bọc. Trong một trong những khúc dao găm phức tạp hơn có khắc hình dáng của một người đàn ông được phân biệt rõ ràng với vòng tay, hoa tai, khố có hoa văn và một lọn tóc dài được cố định bằng hình một con voi.
Sự phong phú của hàng hóa bằng kim loại được tìm thấy ở di chỉ này có thể là do nó nằm gần những mỏ thiếc trong vùng. Người ta còn xác định niên đại bằng cacbon phóng xạ với ước tính dao động khoảng 80 năm tính từ năm 850 SCN, trong khi số khác cho rằng vật thể khu mộ táng có niên đại từ năm 83 TCN đến năm 225 SCN.